# Бабор Олександр Вікторович
 Бабор Олександр Вікторович  (*17 березня 1980, Павлівка (Чернігівський район)) — український футболіст, півзахисник.